# 市中区 (棗荘市)
市中区（しちゅう-く）は、中華人民共和国山東省棗荘市に位置する市轄区。

## 歴史
市中区は唐宋代には既に村落が形成され、その後の石炭業の発展に伴い都市が形成されていった。1928年（民国17年）、この地に棗荘鎮が設置され嶧県の管轄とされた。1958年11月、嶧県政府が嶧城より棗荘に移転、この地の中心地域となり、1960年1月の嶧県廃止と県級市設置の際には棗荘市と改称されている。1961年10月、棗荘市は省轄市に昇格し、斉村・嶧城等4区が下部に設置された。1961年6月、県級の棗荘鎮が設置され棗荘市直轄とされている。1976年7月、市中区が成立している。

## 行政区画
- 街道:中心街街道、各塔埠街道、砿区街道、文化路街道、竜山路街道、光明路街道
- 鎮:税郭鎮、孟荘鎮、斉村鎮、永安鎮、西王荘鎮